# 威马汽车
威马汽车，是总部设于上海的汽车公司，于2015年创立，首席执行官为前吉利汽车副总裁、前沃尔沃汽车全球高级副总裁沈晖。威马汽车拥有“即客行”租车服务。

## 历史

### 前期发展

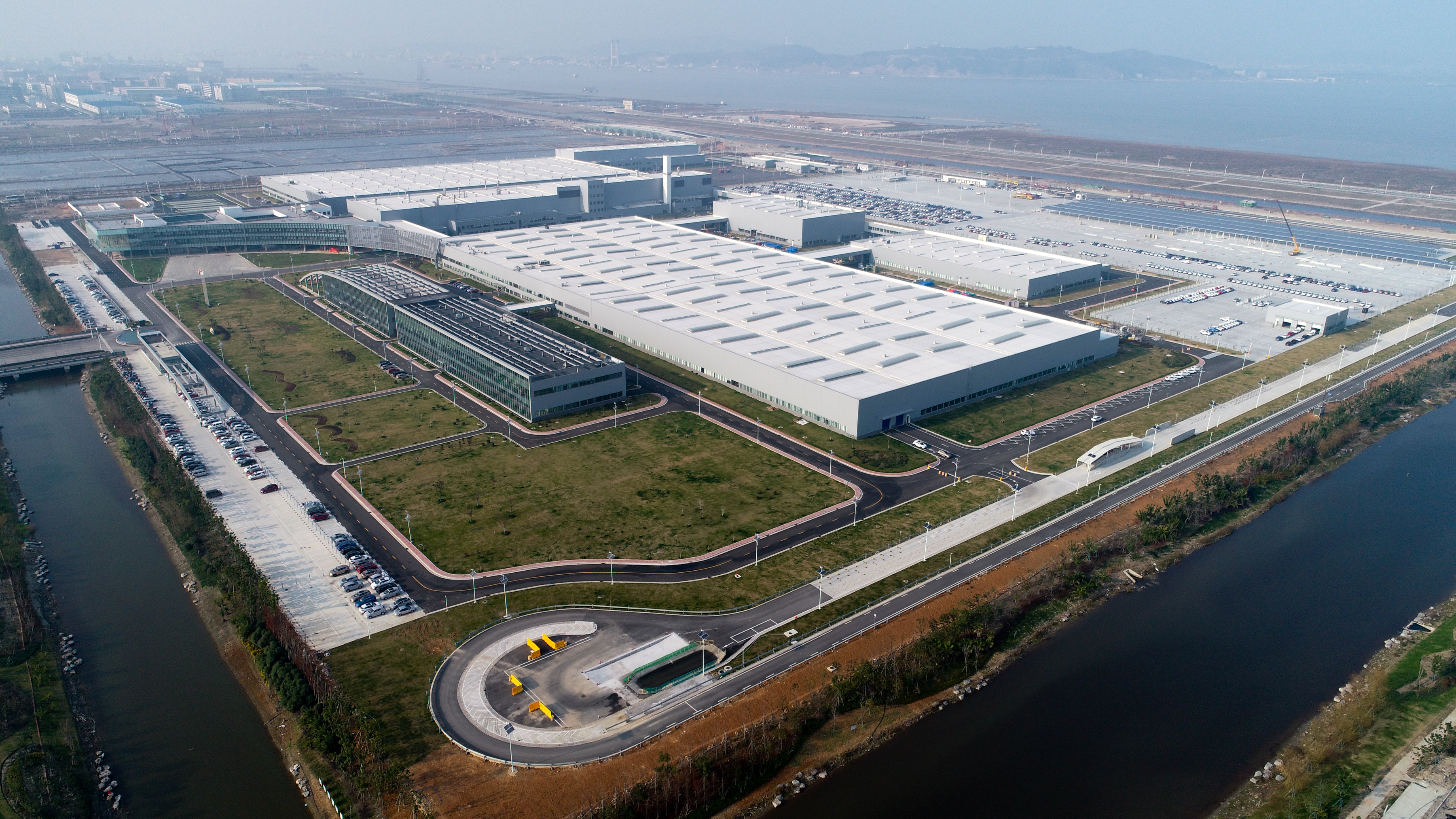
威马温州工厂

2016年11月23日，威马汽车位于温州市洞头区瓯江口新区的工厂开始动工，2019年3月正式启用。
2017年2月，威马汽车收购大连黄海汽车所有股权。
2017年内，威马汽车同时获得百度和腾讯的投资。
2018年1月，威马汽车收购沈阳中顺汽车所有股权。
2018年3月28日，威马EX5从温州工厂下线，并于同年4月上市。
2019年1月，威马汽车和百度Apollo自动驾驶平台进行相关合作，同年再获百度投资。
截至2019年3月30日，威馬汽車已籌得230億人民幣資金。
2020年9月22日，威马汽车宣布完成总额100亿元人民币的D轮融资。
2021年4月16日，由威马和百度联合研发推出的威马W6正式上市。此次共推出5款车型，有520km/620km两种续航里程版本，补贴后售价16.98-25.98万元。是继EX5、EX6之后，威马汽车旗下第三款量产车型，其最大亮点是搭载了无人自主泊车系统。
2021年4月19日，威马汽车在2021年上海车展推出威马EX5-Z车型。

### 经营危机
近年来，威马汽车出现交付量低迷、亏损扩大的情况，亦出现工厂停产、公司拖欠供应商货款以及缩减渠道的现象。2022年11月，威马汽车被爆因资金压力增加而启动一系列降低运营成本的财务措施，包括高管和员工降薪迟发、暂停发放各类奖金和购车补贴等；此后，有多名员工接获公司通知称无需上班考勤。
2023年1月12日，Apollo出行宣布拟收购威马汽车；但双方在同年9月8日宣布终止收购协议。
2023年6月，因有履行能力而拒不履行生效法律文书确定义务，威马汽车科技集团有限公司被上海市青浦区人民法院列为失信被执行人；与此同时，威马汽车董事长沈晖被采取限制高消费措施，但公司随后声称限制措施已被撤销。
2023年7月，威马汽车向欧洲发运汽车；同年9月，威马汽车宣布进军泰国市场。
在宣布自愿终止与Apollo出行在港交所的RTO进程仅一天后，美股上市公司开心汽车宣布计划全资并购威马汽车。不过消息发布不到一个月，威马汽车科技集团有限公司还是在2023年10月初向上海市第三中级人民法院申请了破产审查；威马汽车同期公告称，鉴于公司仍具有商业价值和挽救价值，公司治理结构尚完备，具有基本自主谈判能力，部分债权人也有重整意愿，上海市第三中级人民法院于2023年10月7日受理了公司的预重整申请。有媒体报道称，董事長沈暉在2023年10月16日假借參加德國慕尼黑車展，与家人移居美国“跑路”，留下高達近400億元的投資和債務以及被欠薪的威馬員工，但遭威马方面否认。同月，有媒体报道称，威马汽车仅剩817名在职员工，且已停发工资超4个月。
2024年1月，威马汽车发布公告称，法院已裁定受理公司预重整转重整的申请。

## 销量
- 2021年，威马汽车累计交付新车44157辆。[26]

## 车型

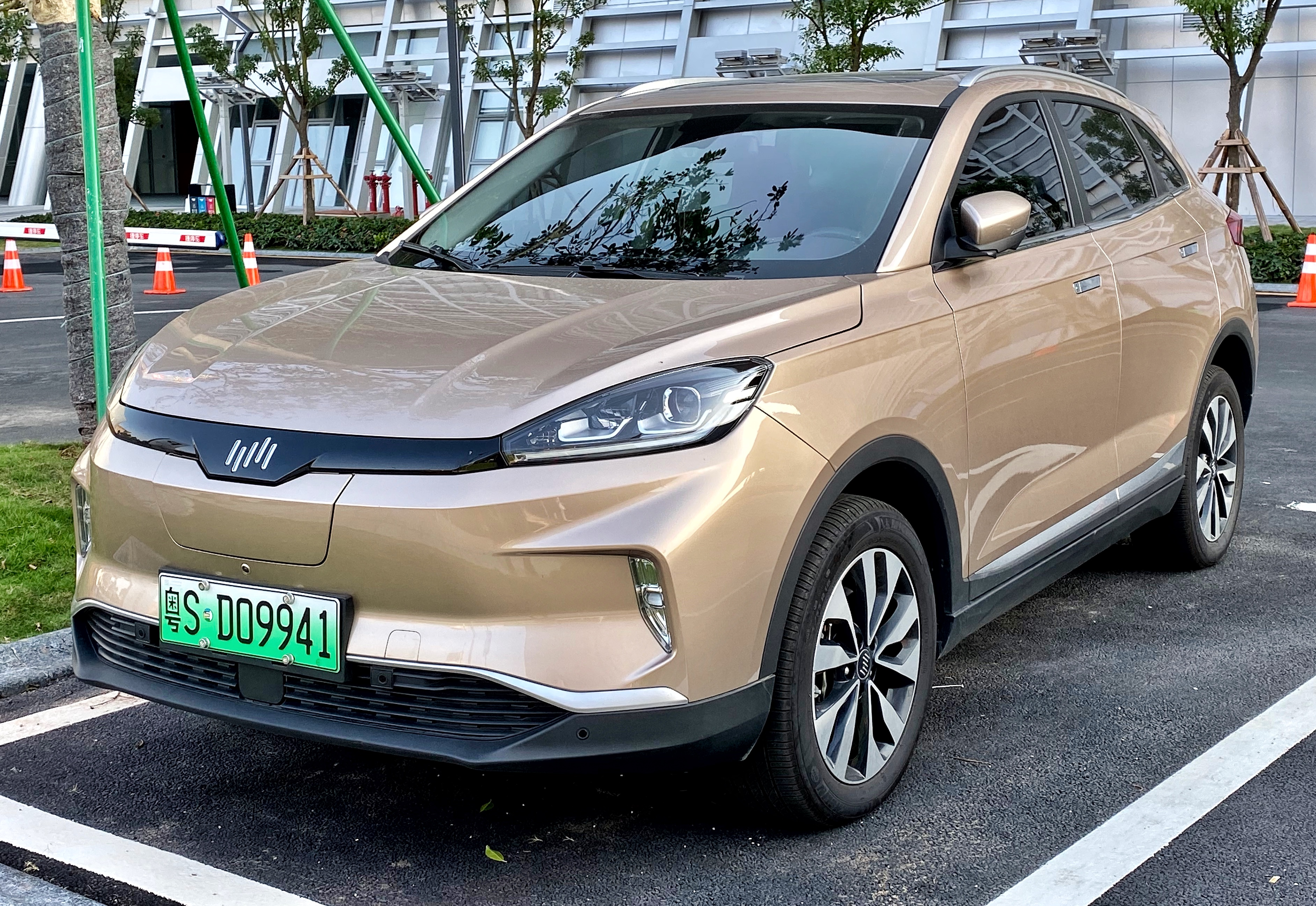
威马EX5

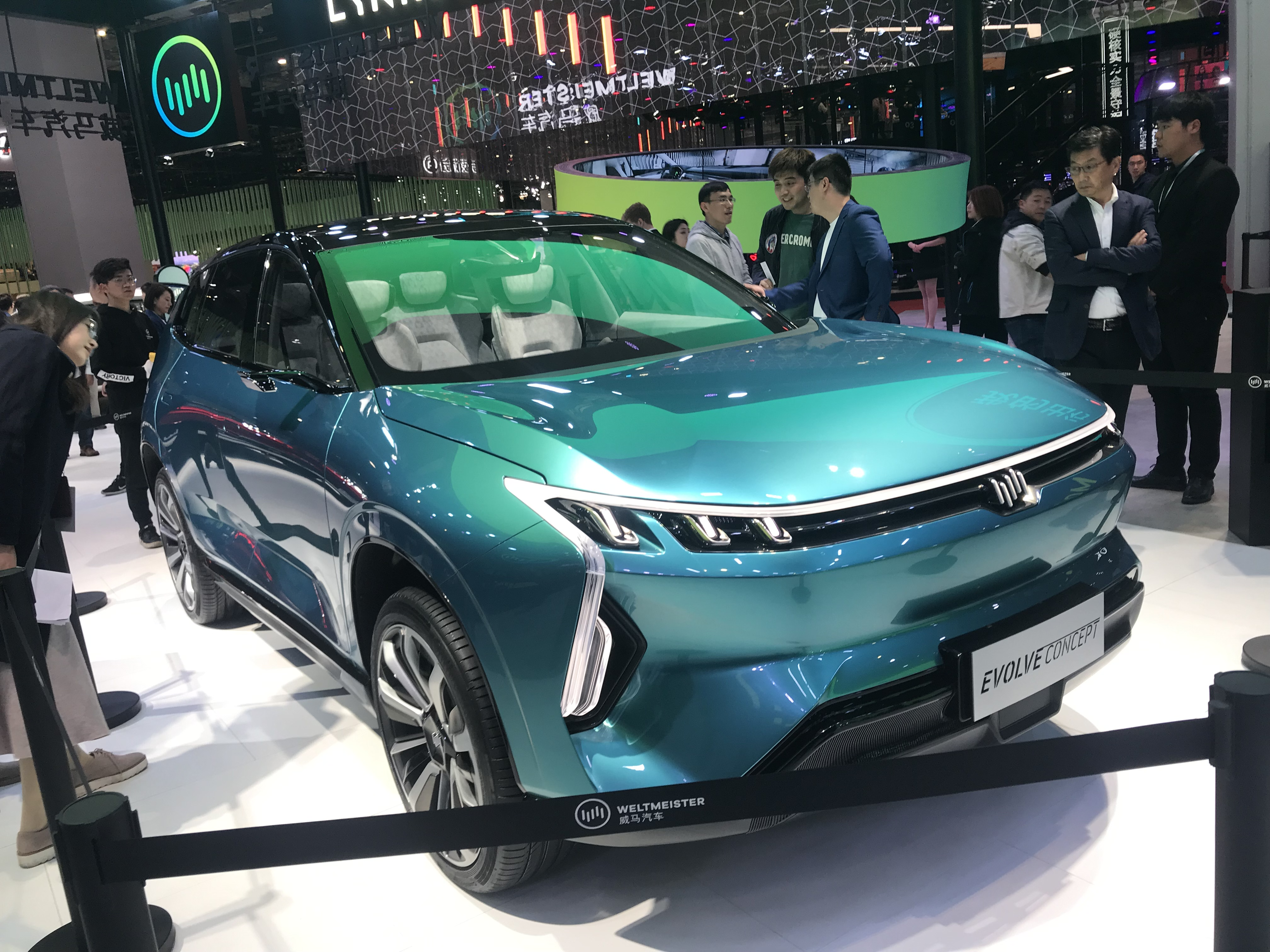
威马Evolve概念车

### SUV
- 威马EX5（英语：Weltmeister EX5）
- 威马EX6（英语：Weltmeister EX6）
- 威马W6（英语：Weltmeister W6）

### 轿车
- 威马E5（英语：Weltmeister E5）
- 威马M7（英语：Weltmeister M7）

## 争议

### 質量不佳
2018年8月，距离威马EX5开始交付仅一个月时，一辆该车型汽车发生自燃的照片在网络上流传。威马汽车当时回应称该车为“一辆经过多轮破坏性试验的报废早期试装车，已进入拆解程序”，并称发生自燃的原因是“拆除了电路保护装置及部分部件但未能及时完成全部拆解，出现电器元件短路引发火情”。然而在此之后，威马EX5接连爆出合计十起自燃事故。而小問題也相當多，比如疑似缺乏驗證車門機構，造成把手出現斷裂的情況，事後還造成賠償糾紛。
2020年9月23日至10月27日，在温州、福建、北京等地发生4起威马EX5型号自燃事故。威马于当年10月28日宣布召回自2020年6月8日至2020年9月23日生产的1,282辆相关车辆，理由是“电芯供应商在生产过程中混入了杂质，导致动力电池产生异常析锂。极端情况下可能导致电芯短路，引发动力电池热失控并产生起火风险，存在安全隐患”。一年后，有多名车主收到威马的电话称可上门免费保养，保养后却发现车辆续航里程出现大幅缩减；该批车主怀疑厂家借保养和OTA升级之名限制电池的充电及用电量，以避免自燃事故。
威马方面的召回和疑似“锁电”措施未能阻止更多的自燃事故发生。2021年9月，温州再有一辆EX5自燃；当年12月，郑州、海口、三亚三地接连发生了3起EX5自燃事故；2022年上半年，海南再有两辆EX5自燃。当中2022年初的自燃事故，三亚市吉阳区消防部门认定汽车起火系“动力电池故障”导致，但威马方面并不承认该鉴定结果。2022年1月，173名车主联名向威马汽车发律师函，抗议威马通过欺骗手段缩减汽车电池容量以掩盖自身重大安全缺陷的行为；同年的广东省315晚会亦对该事件进行了报道。然而威马汽车认为上述情况为偶发个案，此后再无下文。

### 服务异常
威马汽车被曝经营问题的同时，多地出现威马汽车线下服务网点大量关闭的情况。以上海市青浦区为例，该区自2022年10月起陆续接到近90位消费者对威马汽车的投诉，反映该公司经营异常，门店关停、无法提供汽车配件、售后服务停滞、人工客服缺位等，导致他们在购买威马汽车后无法正常进行保养、汽车出现故障后不能及时维修、签订的电池更换协议无法履行、客服热线一直处于忙线状态无法打通等。该区消保委在2023年3月发布消息指出，威马汽车存在经营异常，售后缺失的情况，严重影响消费者的正常使用，损害消费者的合法权益，是一种失信行为，消费者应谨慎购买。
2023年10月，就在威马汽车申请破产审查后，威马汽车的多项在线服务便被车主发现无法正常使用，车载大屏和手机APP均显示无网络连接，手机钥匙亦无法工作；威马方面回应称，相关问题已在48小时内恢复。